# Shannan Click
Shannan Click (San Dimas, 17 novembre 1983) è una modella statunitense.

## Biografia
Scoperta ad Huntington Beach, Shannan Click inizia la sua carriera come modella prestando il volto per Guess nel 2003. L'anno seguente inizia a sfilare sulle passerelle di Londra, Parigi e Milano per Miu Miu, Luella Bartley, Prada e Alexander McQueen.
Negli anni sfilerà anche per Costume National, Dolce & Gabbana, Karl Lagerfeld, Akris, Pucci, Balenciaga, Pollini, Carlos Miele, Tsumori Chisato, Barbara Bui, Matthew Williamson, Alexandre Herchcovitch, Givenchy, Costello Tagliapietra, Yves Saint Laurent, Mariella Burani, James Coviello, Ralph Lauren, Jeffrey Chow, Cacharel, Helmut Lang, Jennifer Lopez, Sophia Kokosalaki, Marc Jacobs, Missoni, Donna Karan, Jill Stuart, Louis Vuitton, Moschino Cheap & Chic, Rochas, Nina Ricci, Tuleh, Fendi, Roberto Cavalli, Zac Posen, Chloé, Vivienne Tam, Boudicca, Lanvin, Junko Shimada, Valentino, Calvin Klein, Belstaff, Dsquared², Anna Sui, Chanel, Narciso Rodriguez, La Perla, Behnaz Sarafpour, Trussardi, Ermanno Scervino, Michael Kors, Derek Lam, Frankie Morello, Love Sex Money, Max Azria, Anne-Valerie Hash, Jil Sander, Kenzo, Sari Gueron, Elie Saab, Stella McCartney, Alexander Wang, Massimo Rebecchi, Antonio Berardi, Diesel, Krizia, Vanessa Bruno, partecipando anche ai Victoria's Secret Fashion Show dal 2008 al 2011.
È la testimonial pubblicitaria per D&G, Cartier, Abercrombie & Fitch, Emporio Armani, Hugo Boss, Neiman Marcus, Burberry, Lacoste, J-Lo, Alberta Ferretti, Biotherm, Clinique, Armand Basi, Oysho, Levi's, H&M, Kurt Geiger, Sportmax, Borbonese, Christian Dior, Juicy Couture, Prada, United Colors of Benetton, Tara Jarmon, L'Oréal, Gap, Elizabeth Arden, Liu Jo, Tommy Hilfiger, Wonderbra, R.E.D. Valentino, Saks Fifth Avenue, Pepe Jeans; immortalata da fotografi quali Steven Meisel, Steven Klein, Patrick Demarchelier, David Vasiljevic, Nicolas Moore, Terry Tsiolis, Claudia Knoepfel, Stefan Indlekofer e Sharif Hamza. Appare anche sulle copertine e tra le pagine di diverse riviste di moda. Prima tra tutte Grazia nel 2004, poi Flair, Vogue, Elle, Woman, W, Numero, Costume, Muse, Marie Claire.

### Vita privata
Ha una figlia con l'attore Jack Huston.